# ラピーヌ
株式会社ラピーヌ（英: Lapine Co., Ltd.）は、東京都に本社を置く婦人服及び服飾雑貨の企画・製造・販売を行うメーカーである。

## 企業概略
- 本社所在地：〒101-0042　東京都千代田区神田東松下町17番地
- 資本金：30百万円

## 主要ブランド
- ラピーヌ ブランシュ（LAPINE BLANCHE）
- ラピーヌ ルージュ（LAPINE ROUGE）
- ラピーヌ フォーマル（LAPINE FORMAL）
- マダム ジョコンダ（MADAM JOCONDE）
- ゲスト ジョコンダ（GUEST JOCONDE）
- ラ ジョコンダ（LA JOCONDE）
- ミス ジェイ（MISS J）
- ピエール カルダン（pierre cardin）
- バイス バーサ（VICE VERSA）
- ラ フェスタ シック（La Festa chic）

他 